# Drexciya (film)
Drexciya è un cortometraggio del 2010 diretto da Akosua Adoma Owusu.
Il film è stato presentato al Festival del cinema africano, d'Asia e America Latina di Milano 2011.

## Trama
Basato sul mito concepito dalla omonima band elettronica afro-americana di Detroit, Drexciya è un continente sottomarino popolato di figli non nati di donne africane incinte, gettate in mare da navi che trasportavano schiavi, che hanno imparato a respirare sott'acqua nel ventre delle loro madri.
Il film sperimentale è il ritratto, senza dialoghi, di una piscina pubblica abbandonata ad Accra, in Ghana. Il Riviera, una volta conosciuto come il più importante luogo di divertimento del Ghana, fu florido fino alla metà degli anni settanta. La piscina olimpica si trova ora in uno stato di devastazione ed è usata dalla gente per altre attività.

## Riconoscimenti
- Black Maria Film and Video Festival 2011
  - Premio della Giuria